# Посольство Китая в Таиланде
Посольство Китая в Таиланде (кит. 中华人民共和国驻泰王国大使馆, тайск. สถานเอกอัครราชทูตสาธารณรัฐประชาชนจีนประจำราชอาณาจักรไทย) — дипломатическая миссия Китая в Таиланде, расположена в столице страны Бангкоке. Посольство расположено на улице Ратчадаписек в районе Диндаенг. Действующим послом является Хань Чжицян.

## История
Дипломатические отношения между государствами были установлены 1 июля 1975 года.
После исчезновения китайского актера Ван Сина в январе 2025 года посольство оказало помощь в поисковых работах.
Таиланд и Китай отметили 50-летие дипломатических отношений в 2025 году серией мероприятий, организованных посольством по всему Бангкоку.
В феврале 2025 года посольство подтвердило депортацию в Китай 40 уйгурских просителей убежища в Таиланде.